# John H. Gregory
John H. Gregory, un mineur expérimenté originaire de Géorgie qui avait participé à la ruée vers l'or en Californie découvrit le premier filon aurifère important du Colorado, le Gregory Lode, de Gregory Gulch, entre Black Hawk et Central City. D'autres découvertes du genre suivirent rapidement dans la région, entraînant la Ruée vers l'or de Pikes Peak et ses 100 000 chercheurs d'or.

## Biographie
Dès 1827, il avait trouvé de l'or en Géorgie. Il perdit tout ce qu'il avait gagné en 1849 dans la ruée vers l'or en Californie, lors de la panique financière de 1857 et la découverte d'or de canadiens à Barkerville, sur la rivière Fraser, en Colombie-Britannique, le vit partir chercher de l'or en 1858 vers le nord, mais il se contenta de rester à Fort Laramie pour des contrats de chasse ou de chauffeur, puis entendit parler des découvertes de William Green Russel.
Il partit au printemps, le 6 mai 1859, de la petite ville-champignon d'Auraria, juste à côté de l'actuelle Denver. Au bout de quelques jours, au lieu même où est aujourd'hui Central City, il découvrit un filon d'une richesse exceptionnelle. Mais il n'avait plus un morceau de pain et faillit se trouver pris dans un ouragan de neige. Il dut repartir pour Auraria, revint avec un ami et retrouva son filon.
Un mois après sa création, le journal Rocky Mountain News raconte l'une des premières découvertes importantes d'or à Denver, qui n'est même pas encore un village. John H. Gregory a lui-même raconté dans le Rocky Mountain News son aventure après avoir été interviewé par les journalistes William Byers et Thomas Gibson le 19 mai 1859. En 24 heures, la population du site passe de 17 à 150 personnes.
Les chercheurs affluèrent, et en moins d'un an trois villes, Black Hawk, Central City et Nevada, s'édifièrent le long de la vallée où Gregory avait trouvé son filon. Dès le mois de juin 1859, près de 10 000 chercheurs d'or étaient déjà là, dans des montagnes situées à 2 600 mètres d'altitude.
Dès le 27 mai 1859, le journaliste Horace Greeley, fondateur du New York Tribune et son confrère Henry Villard, prenaient la diligence de la Pikes Peak Express Company menant à ce qui n'était pas encore Denver, au départ de Manhattan (Kansas), pour se rendre sur les lieux et vérifier les rumeurs de découverte d'or. 